# MLS Cup 1999
De MLS Cup 1999 was de voetbal kampioenschapswedstrijd van het MLS Seizoen 1999. Deze wedstrijd werd gespeeld op 21 november 1999. DC United won voor de derde keer in vier jaar de MLS Cup door Los Angeles Galaxy met 2-0 te verslaan.

## Stadion
Het Foxboro Stadium, de thuishaven van DC United, heeft de MLS Cup 1999 georganiseerd, dit was de tweede keer dat het stadion werd gebruikt voor de finale van de MLS en de eerste keer sinds 1996.